# Stazione di Ridotti-Collepiano
La stazione di Ridotti-Collepiano è una fermata ferroviaria, posta sulla ferrovia Avezzano-Roccasecca, a servizio di Ridotti e di Collepiano, frazioni del comune di Balsorano.

## Storia
La fermata venne attivata il 17 settembre 1983.

## Strutture e impianti
Nell'estate del 2022 la Stazione, insieme all'intera linea, è stata interessata da lavori di rinnovo dell'armamento e attrezzaggio propedeutico per l'installazione del sistema di segnalamento di ultima generazione di tipo ETCS Regional livello 2/3, che verrà ultimato negli anni successivi.

## Movimento
Sono circa 7 i treni che effettuano il servizio ordinario nella fermata, tutti di tipo regionale e gestiti da Trenitalia per conto della regione Abruzzo, e collegano la stazione a Cassino e Avezzano.

## Servizi
- Sala d'attesa